# Йиха, Филип
Филип Йиха (чеш. Filip Jícha; род. 19 апреля 1982 года, Стари-Пльзенец) — чешский гандболист, левый полусредний. Лучший бомбардир и самый ценный игрок чемпионата Европы 2010 года.

## Биография
В качестве игрока выступал за чешские клубы. Известность приобрел, играя в Германии за клубы «Лемго» и «Киль».
В 2010 году Йиха стал самым ценным игроком чемпионата Европы и лучшим бомбардиром турнира, забросив 53 мяча, хотя сборная Чехии заняла лишь восьмое место. В том же году ИГФ признала Йиху лучшим гандболистом мира.
После окончания карьеры игрока вошёл в тренерский штаб клуба «Киль», и стал главным тренером клуба в 2019 году.